# Paryski architekt
Paryski architekt (ang. The Paris Architect) – powieść Charlesa Belfoure'a z 2013 roku, sklasyfikowana na liście bestsellerów The New York Times w lipcu 2015.
Jej głównym bohaterem jest architekt Lucien Bernard, który dla korzyści majątkowych podejmuje się projektowania schronień i kryjówek dla Żydów w okupowanym przez nazistowską III Rzeszę Paryżu, tym samym pomagając im uniknąć zagłady w Holocauście.

## Opis fabuły
Podczas II wojny światowej Lucien Bernard, architekt mieszkający w Paryżu, otrzymuje ofertę wysokiej kwoty pieniędzy oraz kontraktów na nazistowskie fabryki zbrojeniowe w zamian za zaprojektowanie schronień dla ukrywających się przed nazistami Żydów. Lucien podejmuje się zadania, bo bardzo potrzebuje gotówki. Ma jednak świadomość, że w przypadku dekonspiracji grozi mu śmierć.

## Publikacja
Powieść została wydana po raz pierwszy w twardej oprawie w Stanach Zjednoczonych 8 października 2013. Wydanie w miękkiej oprawie trafiło na rynek 15 lipca 2014. Został wydany również audiobook w narracji Marka Bramhalla.
Powieść została przetłumaczona na szereg języków, w tym: włoski, hebrajski, węgierski, turecki, portugalski, bułgarski, norweski, rumuński i czeski. Polski przekład autorstwa Anny Borowskiej ukazał się nakładem Wydawnictwa Znak w marcu 2016.

## Odbiór
Malcolm Gladwell na łamach The Guardian wybrał Paryskiego architekta swoją ulubioną książką 2013 roku, uzasadniając, iż jest to „piękna i elegancka relacja nieoczekiwanego i mimowolnego przeistoczenia zwykłego człowieka w osobę heroiczną w czasie drugiej wojny światowej”. New York Post zaklasyfikował książkę jako must-read.
W lipcu 2015 Paryski architekt znalazł się na liście bestsellerów The New York Times w kategorii e-booków, a w grudniu został sklasyfikowany na 102. miejscu najlepiej sprzedających się książek w Stanach Zjednoczonych przez USA Today.
Powieść znalazła się wśród finalistów International IMPAC Dublin Literary Award w 2015.